# Lyngen
Lyngen (norw. Lyngen kommune) – norweska gmina leżąca w regionie Troms. Jej siedzibą jest miasto Lyngseidet.
Lyngen jest 134. norweską gminą pod względem powierzchni.

## Demografia
Według danych z roku 2005 gminę zamieszkuje 3158 osób, gęstość zaludnienia wynosi 3,9 os./km². 
Pod względem zaludnienia Lyngen zajmuje 263. miejsce wśród norweskich gmin.
| ludność stan na 1 stycznia 2005 |         |           |       |
|                                 | kobiety | mężczyźni | razem |
| osób                            | 1637    | 1521      | 3158  |
| %                               | 51,84%  | 48,16%    | 100%  |

| wykształcenie stan na 1 października 2004 |        |         |        |        |
|                                           | podst. | średnie | wyższe | niezn. |
| osób                                      | 832    | 1342    | 309    | 55     |
| %                                         | 32,78% | 52,88%  | 12,17% | 2,17%  |

## Edukacja
Według danych z 1 października 2004:
- liczba szkół podstawowych (norw. grunnskolar): 6
- liczba uczniów szkół podst.: 388

## Władze gminy
Według danych na rok 2011 administratorem gminy (norw. rådmann) jest Hans Petter Myrland, natomiast burmistrzem (norw. ordfører, d. borgermester) jest Hans Petter Myrland.